# 紫杉谷

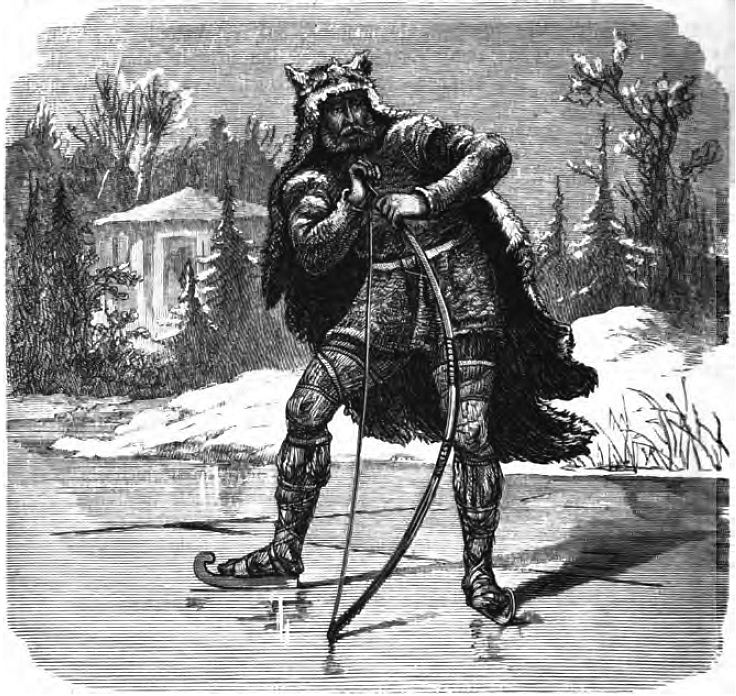
冬神乌勒尔立于冰湖之上，他后面即是伊达利尔 (1882年出版)

伊達利爾（古诺斯语：Ýdalir、Ydalir），又稱「紫杉谷」（Yew Dales）。是北欧神话中出现的地名。在神话中，伊達利尔是冬神烏勒爾(Ullr)的領地。這是個終年陰暗的地方。在13世纪编成的《诗体埃达》中的《格里姆尼尔之歌》的第五节里，描述了乌勒尔如何在紫杉谷建设自己的宫殿。
而乌勒尔在北欧神话中也是弓箭之神，使用紫衫木制成的弓箭（古诺斯语：ýbogi “紫衫弓”），因此伊达利尔作为乌勒尔的居所再合适不过了。
在苏格兰的克罗马地（Cromarty）有一个叫Udale的地名，最早出现在1578年的文献中，有人认为这个地名可能来源于伊达利尔。